# Ель-Куерво-де-Севілья
Ель-Куерво-де-Севілья (ісп. El Cuervo de Sevilla) — муніципалітет в Іспанії, у складі автономної спільноти Андалусія, у провінції Севілья. Населення — 8673 особи (2010).
Муніципалітет розташований на відстані близько 450 км на південний захід від Мадрида, 60 км на південь від Севільї.

## Демографія
Динаміка населення (INE ):

## Галерея зображень

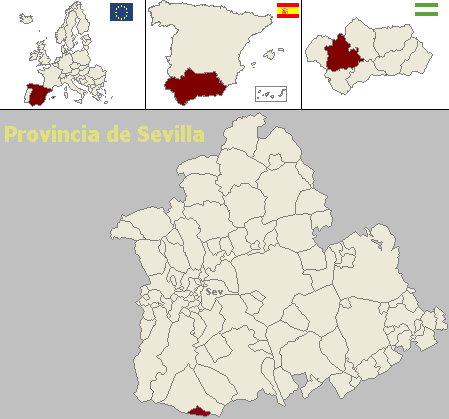
Розташування муніципалітету Ель-Куерво-де-Севілья у провінції Севілья
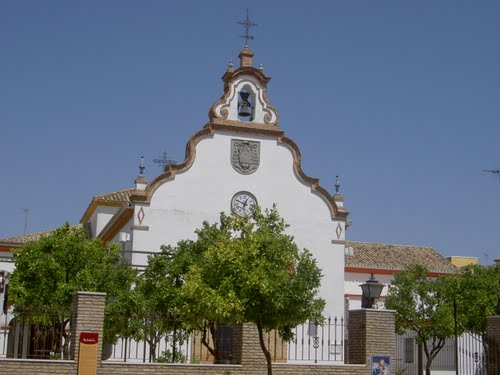
Парафіяльна церква